# 北村毅
北村 毅（きたむら つよし、1973年ｰ ）は、日本の文化人類学者、民俗学者。沖縄戦の民俗学的研究を専門とする。大阪大学文学部准教授。

## 経歴
1997年 早稲田大学 人間科学部 卒業、2006年 早稲田大学大学院 人間科学研究科 博士後期課程 修了、博士(人間科学、早稲田大学、2006年)。2007年 早稲田大学高等研究所助教授、2009年 早稲田大学高等研究所准教授、2010年 早稲田大学高等研究所琉球・沖縄研究所客員准教授、2015年 大阪大学大学院文学研究科准教授。
2007年 第5回櫻井徳太郎賞、2009年 第30回沖縄タイムス出版文化賞、2011年 第33回沖縄文化協会賞（比嘉春潮賞）、2011年『死者たちの戦後誌』第38回渋沢賞を受賞。

## 主な著書

### 単著
- 『死者たちの戦後誌──沖縄戦跡をめぐる人びとの記憶』（御茶の水書房、2009年）